# HAL AMCA
HAL AMCA(영어: HAL Advanced Medium Combat Aircraft, AMCA)는 인도의 힌두스탄 항공사(HAL)가 개발중인 스텔스 5세대 전투기이다.

## 역사
고등중형전투기 사업(AMCA)은 인도 공군이 미라지 2000, SEPECAT 재규어 등의 구형기들을 대체하는 스텔스 기능을 통합한 쌍발 엔진 전투기를 개발하기 위해 시작되었다. 2010년 4월에 발표된 IAF의 항공 참모 요건(ASR)에 따라 25톤 체급의 전투기를 제조한다. 첫 프로토타입은 2024년에 출시할 예정이며, 2025년에 처녀비행에 나선다.

### 사업규모
2010년대, 인도는 사업비 150억 달러를 승인했다. 한화 17조 2,000억원이며, 한국 건국이래 최대 사업이라는 F-21의 18조원과 맞먹는다.

## 개요

### 목적
AMCA는 5세대 전투기이나, 향후 업그레이드를 통해 6세대기로 발전할 목적성을 띄고 있다. 레이더 반사 면적을 줄이기 위한 "S자형" 공기 흡입구, V자 꼬리날개를 도입했고, 신소재인 복합재료를 채택했다. UCAV 및 군집 드론을 제어할 수 있는 선택적으로 유인, 지향성 에너지 무기와 같은 일부 6세대 특성을 갖게 된다. 라팔이 할 수 있는 능력은 모두 가능한 작전기가 된다.

### 스텔스
공식적으로 테자스 Mk.2 전투기의 레이더 반사 면적은 0.2m²이다. 1.25m²인 라팔보다 스텔스성이 발전됐다. 당국은 스텔스 능력에 자신을 하고 있는데, 인도는 세계적으로도 수학 강국이며, 풍부한 수학 인재를 갖고 있고 미국 IT 기업들의 수뇌, 인재들도 인도인이 대부분이다. 인도 당국은 스텔스 형상 향상 연구에 집중하고 있고, 최신 스텔스 기술이 적용되어 5.5세대 전투기로도 볼 수 있는 구석도 있다.

### 항전
AMCA는 상황 인식을 높이고 AMCA에 탑재된 첨단 전자전(EW) 제품군과 협력하기 위해 인공 지능(AI) 지원 다중 센서 데이터 융합과 함께 수동 센서를 배포할 것으로 예상된다. 또 한, AMCA에는 GaN 기술을 사용 하는 Uttam AESA 레이더의 업그레이드 버젼이 탑재된다. Uttam보다 더 크기가 크고 성능이 개선된 레이더로 무장한다.

### 조종석
최신 미국 항공기는 디스플레이를 보고 버튼을 조작하는데 익숙한 일명 '닌텐도 세대'인 21세기 조종사들을 위해 터치 디스플레이 환경을 도입했다. 러시아도 Su-75로서 트렌드를 따라가고 있고, AMCA 역시 와이드 파노라마 터치스크린 디스플레이를 사용한다.

### 무장
내부무장창을 채택한 5세대 전투기이기 때문에, 스텔스 작전 중에는 아스트라 (유도탄), 스마트폭탄 등의 화기를 내부무장하는게 가능하다.

### 네트워크전·드론
4차 산업혁명 시기의 트렌드에 맞춰서 미래 전장도 네트워크화, 드론화가 급속도로 빨라지고 있다. 5.5세대, 6세대기들의 공통 조건으로 UCAV 및 군집 드론을 제어하는 능력이 부각되고 있는 때, 인도 당국도 투자를 아끼지 않고 있다. 세계의 차세대 전투기들인 F-3 심신, Su-57, J-20, FCAS 모두 유인기 1대 + 무인기 2대~4대 구성으로 작전할 수 있는 능력을 연구 중이다. F-3의 경우엔 개발된 F-3의 기체로 똑같은 크기의 유인기, 무인기를 각각 생산할 구상을 했으나, 중국 J-20, 러시아 Su-57이 유인기보다 작은 크기의 스텔스 무인공격기를 따로 개발해서 파트너 드론을 구성하는 것처럼 트렌드를 따르기로 계획을 수정했다. 일본,미국,러시아,중국 다음가는 기초과학강국인 인도는 군사위성, GPS위성의 확보도 예정돼 있어서 인도가 독자적으로 운용하거나 인도의 동맹관계에 있는 국가가 쓸 AMCA도 인도형 네트워크전 시스템의 효과를 맛볼 수 있다.

### 제원
- 이름 : 인도형 고등중형전투기(AMCA)
- 조종인원 : 1명
- 길이 : 18m
- 높이 : 4.8m
- 날개 면적 : 39.9 m 2
- 공허 중량 : 11,000kg
- 총중량 : 18,000kg
- 최대이륙중량 : 25,000kg (추정)
- 연료 중량 : 6,500kg
- 엔진 : 2 x 제너럴 일렉트릭 F414
- 항전 : Uttam GaN AESA Radar
- 무장 : 23mm GSh-23 기관포,

아스트라 (유도탄), 브라모스 순항미사일, 스마트폭탄

## Uttam Radar

### Uttam AESA
GaAs 반도체로 제조된 레이더이다. T/M 모듈 768개로 라팔 초기형인 RBE-2 AESA 레이더의 900개와 비교된다. 전투기 표적을 250km 거리를 탐색할 수 있다. 100시간의 테스트를 마쳤고, 3.6kW가 최대출력인 저출력, 경전투기에 적합한 전투기이기에 테자스기에 탑재될 것으로 추정된다. 공식적인 수치로는 1m² 크기의 레이더 반사 면적의 공중 표적을 170km 거리에서 탐색해낸다. 랩터(200km), 라이트닝(160km), 바이퍼 제로 카이(175km)와 비교되는 수치다.

### Uttam AESA Mk2
GaN 반도체로 제조된 레이더이다. T/M 모듈 1,280개로 늘어났으며 전투기 표적을 400km 거리서 탐색할 수 있다. 1,000개 이상의 TRM을 보유하고 있기 때문에, Zhuk-AE, KLJ7보다 높은 급이다.

## 5세대 전투기
2013년 현재 5세대 전투기는 세가지로 분류된다.
- 대형 쌍발엔진 스텔스 전투기: 미국 F-22, 러시아 수호이 T-50 PAK FA, 중국 J-20
- 대형 단발엔진 스텔스 전투기: 미국 F-35
- 중형 쌍발엔진 스텔스 전투기: 일본의 미쓰비시 ATD-X, 인도 AMCA, 중국 J-31, J-XX

## 같이 보기
- 힌두스탄 항공사(en:Hindustan Aeronautics Limited, HAL)
- 5세대 전투기